# Wimbledon 2021 (rolstoelvrouwendubbel)
Op Wimbledon 2021 speelden de rolstoelvrouwen de wedstrijden in het dubbelspel op vrijdag 9 en zaterdag 10 juli 2021 in de Londense wijk Wimbledon.

## Toernooisamenvatting
De titelverdedigsters, het Nederlandse duo Diede de Groot en Aniek van Koot, vormden het eerste reekshoofd – zij strandden in de eerste ronde.
Het als tweede geplaatste duo Yui Kamiji en Jordanne Whiley won het toernooi. In de finale versloegen zij het ongeplaatste koppel Kgothatso Montjane en Lucy Shuker in twee sets, met een tiebreak in de tweede set. Het was hun twaalfde gezamenlijke grandslamtitel, de vijfde op Wimbledon. De Japanse Kamiji had daarnaast vijf eerdere dubbelspeltitels met andere partners; de Britse Whiley geen.

## Geplaatste teams
| Nr. | Team                          | Resultaat    | Uitgeschakeld door             |
| --- | ----------------------------- | ------------ | ------------------------------ |
| 1.  | Diede de Groot Aniek van Koot | eerste ronde | Kgothatso Montjane Lucy Shuker |
| 2.  | Yui Kamiji Jordanne Whiley    | winnaressen  | winnaressen                    |

## Toernooischema
| Legenda | Legenda                  |
| ------- | ------------------------ |
| Q       | Qualifier                |
| WC      | Deelname via wildcard    |
| LL      | Lucky Loser              |
| r       | Opgave / trok zich terug |
| w/o     | Walk-over                |
| Alt     | Alternate                |
| SE      | Special Exempt           |
| PR      | Protected Ranking        |
| d       | Diskwalificatie          |

- Ranglijstpositie dubbelspel tussen haakjes.

|  | eerste ronde | eerste ronde                            | eerste ronde               | eerste ronde | eerste ronde |                                          |                                | finale | finale | finale | finale | finale |
|  |              |                                         |                            |              |              |                                          |                                |        |        |        |        |        |
|  | 1            | Diede de Groot Aniek van Koot (1+2=3)   | 3                          | 6            | 5            |                                          |                                |        |        |        |        |        |
|  |              | Kgothatso Montjane Lucy Shuker (6+5=11) | 6                          | 3            | 7            |                                          |                                |        |        |        |        |        |
|  |              | Kgothatso Montjane Lucy Shuker (6+5=11) | 6                          | 3            | 7            |                                          | Kgothatso Montjane Lucy Shuker | 0      | 60     |        |        |        |
|  |              |                                         |                            |              |              |                                          | Kgothatso Montjane Lucy Shuker | 0      | 60     |        |        |        |
|  |              | 2                                       | Yui Kamiji Jordanne Whiley | 6            | 7            |                                          |                                |        |        |        |        |        |
|  |              | 2                                       | Yui Kamiji Jordanne Whiley | 6            | 7            | Angélica Bernal Momoko Ohtani (17+10=27) | 1                              | 2      |        |        |        |        |
|  |              |                                         |                            |              |              | Angélica Bernal Momoko Ohtani (17+10=27) | 1                              | 2      |        |        |        |        |
|  | 2            | Yui Kamiji Jordanne Whiley (4+3=7)      | 6                          | 6            |              |                                          |                                |        |        |        |        |        |